# Pomatias raricosta
Pomatias raricosta е вид коремоного от семейство Pomatiidae.

## Разпространение
Видът е разпространен в Испания.